# Sottobosco (Carini)
Sottobosco è un dipinto di Francesco Carini. Eseguito verso il 1950, appartiene alle collezioni d'arte della Fondazione Cariplo.

## Descrizione
L'opera, giocata sul fitto intreccio di colori e di pennellate, è considerata la più interessante fra le tre realizzate da Carini e di proprietà della Fondazione Cariplo; da un lato appartiene al filone del naturalismo lombardo più tradizionale e ancora in voga nella metà del XX secolo, ma è altresì vicina alle tendenze informali più moderne e internazionali.